# Haplotilapiini
„Haplotilapiini” – nieformalny klad wyodrębniony w wyniku badań molekularnych, obejmujący ryby z podrodziny Pseudocrenilabrinae w obrębie pielęgnicowatych (Cichlidae). Autorzy umieścili go wśród 4 pozostałych plemion Pseudocrenilabrinae i nadali mu nazwę „Haplotilapiini”, ale nie przedstawili diagnozy wymaganej dla nowo opisanego taksonu, wobec czego nazwa „Haplotilapiini” nie spełnia wymogów nazwy z grupy rodzinowej (o randze wyższej od rodzaju) i, zgodnie z ICZN, nie powinna być stosowana w nomenklaturze zoologicznej dopóki nie zostanie opublikowany jej opis formalny. 
Prace Julii Schwarzer i współpracowników stanowią pierwsze potwierdzenie filogenetycznej hipotezy o szybkiej radiacji wschodnioafrykańskich pielęgnic i dały podstawy do przeprowadzenia rewizji taksonomicznych w obrębie podrodziny Pseudocrenilabrinae, zwłaszcza w zakresie takich problematycznych taksonów, jak Heterochromis, Etia, czy Tilapia.
Klad obejmuje 4 linie rozwojowe pielęgnic afrykańskich, w języku angielskim nazywane haplotilapiines:
- klad bazalny z monotypowym rodzajem Etia, do którego zaliczana jest Etia nguti,
- 3 monofiletyczne grupy, siostrzane dla E. nguti, roboczo[3] nazwane przez autorów:
  - „Oreochromini” – obejmuje pyszczaki z rodzajów Oreochromis, Sarotherodon, Iranocichla i Tristramella[1][4],
  - „Boreotilapiini” – obejmuje tilapie z Afryki Zachodniej i Środkowej („Steatocranus” irvinei i większość Tilapia spp.),
  - „Austrotilapiini” – obejmuje większość wschodnioafrykańskich gatunków z Wielkich Jezior Afrykańskich (Boulengerochromini, Hemibatini, Bathybatini, Trematocarini, Eretmodini, Lamprologini, Orthochromini, Ectodini, Cyprichromini, Perissodini, Limnochromini, Benthochromini, Cyphotilapiini i Haplochromini) oraz tilapie południowoafrykańskie (Chilochromis duponti, Tilapia sparrmanii, T. ruweti, T. baloni i T. guinasana, większość Steatocranus spp. i kilka gatunków o niejasnej filogenezie).

|  | „Oreochromini”                                                         |
|  |                                                                        |
|  | \| \| „Boreotilapiini” \| \| \| \| \| \| „Austrotilapiini” \| \| \| \| |
|  |                                                                        |
|  | „Boreotilapiini”                                                       |
|  |                                                                        |
|  | „Austrotilapiini”                                                      |
|  |                                                                        |

|  | „Boreotilapiini”  |
|  |                   |
|  | „Austrotilapiini” |
|  |                   |

|  | „Oreochromini”                                                         |
|  |                                                                        |
|  | \| \| „Boreotilapiini” \| \| \| \| \| \| „Austrotilapiini” \| \| \| \| |
|  |                                                                        |
|  | „Boreotilapiini”                                                       |
|  |                                                                        |
|  | „Austrotilapiini”                                                      |
|  |                                                                        |

|  | „Boreotilapiini”  |
|  |                   |
|  | „Austrotilapiini” |
|  |                   |